# Eugène-Melchior Péligot
Eugène-Melchior Péligot (Parigi, 24 febbraio 1811 – Parigi, 15 aprile 1890) è stato un chimico francese, noto principalmente per essere stato il primo a isolare l'uranio elementare nel 1841.

## Vita
Dopo aver frequentato il liceo Henri IV, nel 1829 entrò alla Scuola Centrale di Arti e Manifatture. Dovette però interrompere gli studi quando il padre, amministratore capo dell'ospedale Saint-Louis, perse tutto il suo patrimonio nella costruzione del centro termale di Enghien.
Nel 1832 Jean-Baptiste Dumas lo ammise nel suo laboratorio alla Ecole Polytechnique. Da quel momento il futuro scientifico di Péligot fu assicurato, e iniziò un sodalizio destinato a durare molti anni. Nel 1835 fu nominato professore presso la Ecole Centrale, dove per 35 anni tenne un corso sul vetro e uno di chimica analitica.
Nel 1846 succedette a Clément Desormes al Conservatoire des Arts et Métiers, dove tenne un corso di chimica generale seguito da un vasto pubblico. Fu anche responsabile del corso di chimica analitica applicata presso l'Istituto Nazionale di Agronomia Paris-Grignon. Nel 1852 fu eletto membro dell'Accademia delle Scienze nella sezione di Economia Rurale.
Péligot fu un lavoratore instancabile, capace di compiere una quantità di lavoro non comune, affrontando i suoi impegni scientifici con zelo e dedizione. Per quaranta anni lavorò anche presso la zecca: dal 1846 come collaudatore, dal 1848 come revisore, e dal 1880 come direttore dei test.
Nel corso della sua carriera prese parte attiva ai lavori di giurie nelle Esposizioni nazionali e internazionali, fu membro della Società Nazionale di Agricoltura, e contribuì ai lavori del Comité international des poids et mesures. Si interessò dei progressi della fotografia. Fra le varie onorificenze, nel 1854 fu nominato Cavaliere della Legion d'Onore a riconoscimento dei suoi lavori sulla canna da zucchero, nel 1857 fu nominato Ufficiale, nel 1878 Comandante, e nel 1885 Grande Ufficiale.

## Ricerche
Péligot condusse le sue ricerche in vari campi scientifici: chimica organica, inorganica e analitica, industria, sanità e agricoltura.
Nel 1833 fece le sue prime indagini su composti del cromo, di cui descrisse il monossido, il solfato, l'ossalato, il cloruro e altri sali. Assieme a Jean-Baptiste Dumas scoprì nel 1835 il radicale metile facendo esperimenti sullo spirito di legno (metanolo). La terminologia alcool metilico si deve a questi due chimici, che assieme prepararono anche l'etere dimetilico e molti esteri. Nel 1938 riuscirono a trasformare la canfora in p-cimene usando pentossido di fosforo.
Nel 1842 Péligot provò che la polvere nera ottenuta da Martin Heinrich Klaproth non era un metallo puro, bensì un ossido di uranio di formula UO2. Fu il primo ad ottenere uranio puro riducendo il tetracloruro di uranio UCl4 con potassio metallico.
Studiò la struttura e fabbricazione del vetro. Dimostrò che il vetro era composto di una miscela di silicati e ottenne vetro dicroico introducendo ossido di uranio nella miscela.
Dal 1858 si interessò della natura e delle proprietà degli zuccheri. Chiarì le caratteristiche che distinguono il saccarosio dal glucosio. Studiò sia la barbabietola che la canna da zucchero, riuscendo ad aumentare la resa di estrazione di zucchero. Si dedicò anche alla composizione delle acque. Fece ricerche sulla composizione delle foglie del gelso e sui fenomeni chimici e fisiologici che avvengono durante vita e metamorfosi dei bachi da seta. Studiò la distribuzione di potassio e sodio nelle verdure.
A ricordo di Péligot, il suo nome ricorre in:
- Il tubo di Péligot, un'attrezzatura di laboratorio chimico
- Il sale di Péligot, KCrO3Cl
- Il blu di Péligot, un pigmento blu. Chimicamente è un ossido idrato di rame,[2] detto anche blu di Brema, blu di Payen o Ceneri blu di pasta.[3]

## Opere
Le ricerche di Péligot sono documentate da più di 80 articoli scientifici. Scrisse inoltre alcuni trattati, tra i quali:
- M. E. Péligot, Douze leçons sur l'art del la verrerie, Parigi, Bouhdier, 1862. URL consultato il 24 marzo 2011 (archiviato dall'url originale il 22 dicembre 2010).
- E. Péligot, Le verre, son histoire, sa fabrication, Parigi, G. Masson, 1877.
- E. Péligot, Traité de chimie analytique appliquée à l'agriculture, Parigi, G. Masson, 1883.